# Lepidostoma ozarkense
Lepidostoma ozarkense är en nattsländeart som beskrevs av Oliver S. Flint Jr. och Charles E. Harp 1990. Lepidostoma ozarkense ingår i släktet Lepidostoma och familjen kantrörsnattsländor. Inga underarter finns listade i Catalogue of Life.